# Prétorianisme

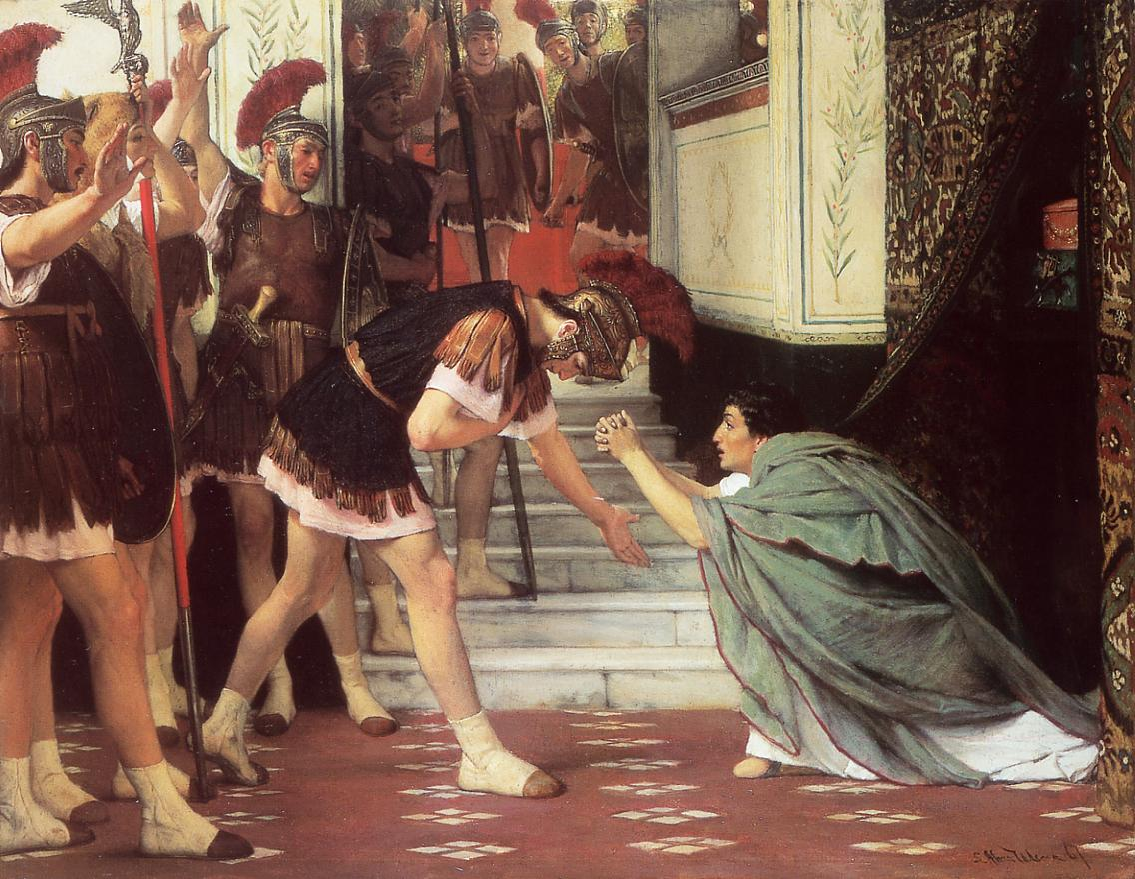
Proclamation de l'empereur Claudius

Le prétorianisme est le mode de fonctionnement d'un régime politique dans lequel l'armée s'érige en pouvoir politique indépendant, via la menace ou le recours effectif à la force armée.

## Étymologie
Le terme provient de la garde prétorienne romaine. Il fait référence au pouvoir politique acquis par la garde prétorienne sous l'Empire romain. De fait, le nouvel empereur était tout d'abord acclamé par les prétoriens avant d'être ratifié par le Sénat.  

## Définitions
Dans son article de 2008, Ahmet Insel définit le prétorianisme comme le « processus à travers lequel l’armée, soutenue par la haute bureaucratie civile, s’érige en pouvoir politique indépendant, soit en ayant effectivement recours à la force, soit en menaçant d’y recourir ».